# Słaboludz
Słaboludz (Słaboludź) – wieś w Polsce, położona w województwie wielkopolskim, w powiecie konińskim, w gminie Kleczew.
Jeszcze przed II wojną światową istniał tu folwark. 
Podczas niemieckiej okupacji nazwa miejscowości została zmieniona na Midendorf. Podczas II wojny światowej Niemcy wywieźli na roboty przymusowe 23 mieszkańców Słaboludzia.
W 1945 roku we wsi znajdowało się 20 gospodarstw. 
W latach 1975–1998 miejscowość administracyjnie należała do województwa konińskiego.